# Maciej Duszczyk
Maciej Duszczyk (ur. 18 sierpnia 1971 w Warszawie) – polski politolog, doktor habilitowany nauk społecznych, w kadencji 2016–2020 prorektor ds. naukowych Uniwersytetu Warszawskiego. Od 2023 podsekretarz stanu w Ministerstwie Spraw Wewnętrznych i Administracji.

## Życiorys
Syn Tadeusza i Marii. Absolwent Instytutu Polityki Społecznej Uniwersytetu Warszawskiego. W 2002 uzyskał tamże stopień doktora na podstawie napisanej pod kierunkiem Małgorzaty Szylko-Skoczny rozprawy Swobodny przepływ pracowników w związku z przystąpieniem Polski do Unii Europejskiej. W 2013 habilitował się na Uniwersytecie Warszawskim, przedstawiwszy dzieło Polska polityka imigracyjna a rynek pracy.
Od 2003 związany zawodowo z Uniwersytetem Warszawskim. Wykładowca Wydziału Dziennikarstwa i Nauk Politycznych UW, a następnie Wydziału Nauk Politycznych i Studiów Międzynarodowych UW.
W latach 1999–2007 pracował w Urzędzie Komitetu Integracji Europejskiej m.in. jako zastępca dyrektora Departamentu Analiz i Strategii. W okresie negocjacji o członkostwo Polski w Unii Europejskiej doradzał Zespołowi Negocjacyjnemu w zakresie polityki społecznej Unii Europejskiej oraz swobodnego przepływu osób. W latach 2008–2011 członek Zespołu Doradców Strategicznych Prezesa Rady Ministrów Donalda Tuska. W latach 2012–2014 kierował zespołem ds. wypracowania polskiej polityki migracyjnej w Kancelarii Prezydenta Rzeczypospolitej Polskiej. W kadencji 2021–2024 przewodniczący Rady Uniwersytetu Gdańskiego.
W latach 2014–2015 profesor wizytujący Uniwersytetu Halle-Wittenberg oraz Uniwersytetu w Jenie. Między październikiem 2015 a marcem 2016 przewodniczący Komitetu Polityki Naukowej przy Ministrze Nauki i Szkolnictwa Wyższego.
Członek Rad Naukowych: Wydziału Nauk Politycznych i Studiów Międzynarodowych UW, Ośrodka Badań nad Migracjami UW, Komitetu Badań nad Migracjami oraz Komitetu Nauk o Pracy i Polityce Społecznej Polskiej Akademii Nauk.
22 grudnia 2023 premier Donald Tusk powołał (z rekomendacji Polski 2050) Macieja Duszczyka na funkcję podsekretarza stanu w Ministerstwie Spraw Wewnętrznych i Administracji, odpowiadającego za kwestie międzynarodowe, także związane z polityką migracyjną.

## Odznaczenia
- Srebrny Krzyż Zasługi „za zasługi dla umacniania i rozwoju integracji europejskiej” (2014)[9]

## Wybrane publikacje książkowe
- From mandatory to voluntary. Impact of V4 on the EU relocation scheme (2020), Maciej Duszczyk, Karolina Podgórska, Dominika Pszczółkowska, European Politics and Society, Volume 21 Issue 4, Pages, 470–487, Routledge
- Relations between Immigration and Integration Policies in Europe, Challenges, Opportunities and Perspectives in Selected EU Member States, Maciej Duszczyk, Marta Pachocka, Dominika Pszczółkowska, 2020, Routledge.
- Why Do People Migrate?, Labour Market Security and Migration Decisions, Emerald Publishing, 2019
- Periphery, or perhaps already the centre? The impact of ten years of membership in the European Union on the position and perceptions of Poland w: José M. Magone, Brigid Laffan, Christian Schweiger Core-periphery Relations in the European Union, Routledge 2016
- A One-way Ticket?: Migration in Europe from the Perspective of CEE Countries (Maciej Duszczyk, Kamil Matuszczyk), Central and Eastern Europe Development Institute 2015
- Poland under Economic Crisis Conditions, Perspectives on European Politics and Society, Volume 15, 2014 – Issue 3, Routledge 2014
- Polska polityka imigracyjna a rynek pracy Instytut Polityki Społecznej UW, Warszawa 2013
- Polityka imigracyjna UE oraz swobodny przepływ pracowników – ewolucja i teraźniejszość, Instytut Polityki Społecznej UW, Warszawa 2010/2011
- Bilans członkostwa Polski w Unii Europejskiej, UKIE, Warszawa 2009
- Współczesne migracje dylematy Europy i Polski, Ośrodek Badań nad Migracjami, Warszawa 2009. Redakcja książki razem z Magdaleną Lesińską.
- Joanna Korczyńska, Maciej Duszczyk, Zapotrzebowanie na pracę obcokrajowców w Polsce – próba analizy i wniosków dla polityki migracyjnej. Instytut Spraw Publicznych 2005,
- Swobodny przepływ pracowników w negocjacjach o członkostwo Polski w Unii Europejskiej, IPS, Warszawa 2002
- Stanowiska niemieckich i austriackich partnerów społecznych wobec rozszerzenia Unii Europejskiej, IPS, Warszawa 2000